# Teoriche del giallo
Le teoriche del giallo studiano il funzionamento narrativo, le trasformazioni storiche e le motivazioni sociologiche dei racconti di genere poliziesco, noir e thriller, o comunque rappresentativi di altre declinazioni del genere giallo.
Fin dalle sue origini nella prima parte dell'Ottocento, le moderne narrazioni di genere giallo hanno stimolato analisi approfondite da parte di scrittori, critici e teorici della letteratura, filosofi, sociologi della cultura e altri studiosi nel campo delle scienze umane e sociali. Gli autori di romanzi polizieschi sono stati i primi a ragionare sul proprio lavoro. Già nei primi anni Quaranta dell'Ottocento, Edgar Allan Poe (ne "I delitti della Rue Morgue", 1841) ed Eugène Sue (ne I misteri di Parigi, 1842-1843) inserirono all'interno dei loro racconti e romanzi riflessioni sul funzionamento del genere che stavano contribuendo a creare. Tra i tanti scrittori che hanno partecipato a questo dibattito si contano non soltanto autori attivi in questo genere, come  G. K. Chesterton, Carolyn Wells,  Raymond Chandler, Jean-Patrick Manchette, Jean-Claude Izzo e Massimo Carlotto, ma anche scrittori e poeti come T. S. Eliot, George Orwell e W.H. Auden. Alcuni dei maggiori critici e teorici della letteratura del Novecento, come Viktor Šklovskij, Edmund Wilson, Umberto Eco, Cvetan Todorov, Fredric Jameson e Peter Brooks si sono occupati in modo approfondito del romanzo poliziesco. Analisi sociologiche e ideologiche del giallo, spesso di orientamento marxista, sono state proposte da Siegfried Kracauer, Ernst Mandel, Stephen Knight e Franco Moretti. Filosofi come Ernst Bloch, Walter Benjamin e Ludwig Wittgenstein si sono occupati e/o erano avidi lettori di romanzi di questo genere. Il regista e teorico del cinema Sergej Ėjzenštejn ha dedicato più di un saggio a questo tema, mentre Alfred Hitchcock ha offerto fondamentali riflessioni per l'analisi del thriller cinematografico attraverso le sue interviste. Studi di impianto psicoanalitico del poliziesco, e in particolare del noir cinematografico, sono stati proposti dai teorici di orientamento lacaniano come Slavoj Žižek e Joan Copjec. Lo stesso Jacques Lacan dedicò una sessione del suo celebre seminario all'analisi del racconto di Poe "I delitti della Rue Morgue" e scelse proprio il testo di quella conferenza per aprire la raccolta dei suoi Scritti (1966). Tra i contributi più influenti per la teorizzazione del romanzo poliziesco si deve citare anche il saggio "Spie" (1979) dello storico Carlo Ginzburg.